# Robert Nersisjan
Robert Nersisjan (* 20. ledna 1958) je bývalý sovětský a arménský zápasník – klasik.

## Sportovní kariéra
Připravoval se v Jerevanu v klubu Sevan pod vedením Abrama Abramjana. V sovětské mužské reprezentaci se pohyboval od roku 1979 ve váze do 52 kg, ale v konkurenci Kamila Fatkullina a Vachtanga Blagidzeho se výrazně neprosadil. V roce 1980 se do sovětského olympijského týmu pro olympijské hry v Moskvě nevešel. Po skončení sportovní kariéry se věnoval trenérské práci. Jeho nejznámějším žákem byl Armen Nazarjan.
V Armenii je zmiňován jako první arménský mistr Evropy v zápasu. Prvním Arménem, který získal titul mistra Evropy v zápasu byl v roce 1966 Sergej Agamov. Agamov však reprezentoval Ázerbájdžánskou SSR.

## Výsledky
| Turnaj             | 1978 | 1979 | 1980 |     |
| Turnaj             | 20   | 21   | 22   |     |
| Turnaj             | -52  | -52  | -52  | -52 |
| ------------------ | ---- | ---- | ---- | --- |
| Olympijské hry     |      |      | —    |     |
| Mistrovství světa  | —    | —    |      |     |
| Mistrovství Evropy | —    | 1.   | —    |     |
| ME nadějí          | 1.   |      |      |     |